# هانی حنجور
هانی حنجور (عربی: هاني صالح حسن حنجور، آوانگاری: Hānī Ṣāliḥ Ḥasan Ḥanjūr; ۳۰ اوت ۱۹۷۲ – ۱۱ سپتامبر ۲۰۰۱) یک تروریست هواپیماربا اهل عربستان سعودی بود. او در حملات ۱۱ سپتامبر، به عنوان خلبان-هواپیماربا، پرواز شماره ۷۷ امریکن ایرلاینز را به پنتاگون کوبید.
حنجور برای اولین بار در سال ۱۹۹۱ به ایالات متحده رفت و در دانشگاه آریزونا ثبت نام کرد و در آنجا برای چند ماه انگلیسی خواند، سپس در اوایل سال بعد به عربستان سعودی بازگشت. او در سال ۱۹۹۶ به ایالات متحده بازگشت و در کالیفرنیا به مطالعه زبان انگلیسی پرداخت و سپس در فلوریدا و سپس آریزونا شروع به گذراندن دوره‌های پرواز کرد. او گواهینامه خلبانی تجاری خود را در سال ۱۹۹۹ دریافت و به زادگاهش عربستان سعودی بازگشت تا شغلی به عنوان خلبان تجاری پیدا کند. حنجور برای مدرسه هوانوردی در جده درخواست استخدام فرستاد، اما درخواست او رد شد. حنجور در اواخر سال ۱۹۹۹ خانواده خود را ترک کرد و به آنها گفت که برای یافتن کار به امارات متحده عربی سفر خواهد کرد. به گفته خالد شیخ محمد، اسامه بن لادن یا محمد عاطف حنجور را در یک کمپ آموزشی در افغانستان به عنوان یک خلبان آموزش دیده شناسایی و برای شرکت در حملات ۱۱ سپتامبر انتخاب کرد.
حنجور دوباره در دسامبر ۲۰۰۰ وارد ایالات متحده شد. او به نواف الحازمی در سن دیگو پیوست. آنها بلافاصله به آریزونا رفتند، جایی که حنجور درگیر دوره‌های بازآموزی خلبانی شد. در آوریل ۲۰۰۱، آنها به فالز چرچ، ویرجینیا و سپس در اواخر ماه مه به پترسون، نیوجرسی نقل مکان کردند، جایی که حنجور آموزش‌های پروازی بیشتری را گذراند.
حنجور در ۲ سپتامبر ۲۰۰۱ به منطقه کلان‌شهری واشینگتن بازگشت و در یک متل در لارل، مریلند اقامت کرد. در ۱۱ سپتامبر، حنجور سوار بر پرواز شماره ۷۷ امریکن ایرلاینز، کنترل هواپیما را پس از اینکه تیم هواپیماربایان به سرکوب خلبانان، مسافران و خدمه کمک کردند، به دست گرفت و هواپیما را به عنوان بخشی از حملات ۱۱ سپتامبر به پنتاگون کوباند. در این سانحه تمام ۶۴ سرنشین هواپیما و ۱۲۵ نفر در پنتاگون کشته شدند.

## حملات ۱۱ سپتامبر
در ساعت ۷:۳۵ صبح ۱۱ سپتامبر ۲۰۰۱، حنجور به ایست بازرسی امنیتی مسافران در فرودگاه بین‌المللی دالس واشینگتن، ۲۶ مایلی (۴۲ کیلومتری) غرب واشینگتن، دی.سی. , رسید تا سوار پرواز شماره ۷۷ امریکن ایرلاینز شود.
برخی از گزارش‌های ابتدایی بیان کرده بودند که احتمالاً او بلیت نداشته یا نام او در هیچ‌کدام از فهرست‌های مسافران وجود نداشته، با این حال توسط کمیسیون ۱۱ سپتامبر مستند و تأیید شد که صندلی 1B در قسمت فرست کلس هواپیما به او اختصاص داده شده بود، و بعد گزارش شد که او یک بلیط فرست‌کلس از شرکت خدمات مسافرتی Advance Travel در توتووا، نیوجرسی خریداری کرده‌است. در فیلم امنیتی منتشر شده در سال ۲۰۰۴، به نظر می‌رسد حنجور بدون فعال‌کردن آژیر فلزیاب امنیتی، از آن عبور می‌کند، که احتمالاً به این معنی است که مأموران در ترمینال به هیچ سیگنال هشداری که نشان دهد او سلاح دارد نگاه نمی‌کردند.
پرواز قرار بود در ساعت ۰۸:۱۰ انجام شود اما در نهایت با ۱۰ دقیقه تأخیر از گیت D26 در فرودگاه دالس حرکت کرد. آخرین ارتباطات رادیویی عادی از هواپیما به مرکز مراقبت پرواز در ساعت ۰۸:۵۰:۵۱ رخ داد. در ساعت ۰۸:۵۴، هواپیماربایان خلبانان چارلز برلینگیم و دیوید چارلسبوا را به عقب هواپیما فرستادند. پرواز ۷۷ شروع به انحراف از مسیر عادی پرواز خود کرد و به سمت جنوب چرخید. سپس حنجور خلبان خودکار را در جهت واشینگتن دی سی تنظیم کرد. باربارا اولسون مسافر با همسرش، سلیسیتر کل ایالات متحده آمریکا تئودور اولسون تماس گرفت و گزارش داد که هواپیما ربوده شده و مهاجمان تیغ موکت‌بری و چاقو دارند. حنجور با استفاده از بلندگوی کابین هواپیما، اعلام کرد که هواپیما ربوده شده‌است. از آنجایی که پرواز ۷۷ در ۵ مایل (۸٫۰ کیلومتر) غرب-جنوب غربی پنتاگون بود، حنجور یک چرخش ۳۳۰ درجه انجام داد. در پایان چرخش، او ارتفاع هواپیما را به ۲۲۰۰ فوت (۶۷۰ متر) رسانده و به سمت پنتاگون و مرکز شهر واشینگتن پرواز می‌کرد. حنجور موتور هواپیما را به حداکثر قدرت رساند و با سرعت بیش از ۵۳۰ مایل در ساعت (۸۵۰ کیلومتر در ساعت) به سمت پنتاگون شیرجه زد. در ساعت ۰۹:۳۷، پرواز شماره ۷۷ امریکن ایرلاینز به نمای غربی پنتاگون برخورد کرد و تمام ۶۴ سرنشین پرواز (از جمله هواپیماربایان) و همین‌طور ۱۲۵ نفر در پنتاگون کشته شدند.چند ثانیه قبل از سقوط و در حالی که هواپیما بالاتر از سطح زمین بود، بال‌های هواپیما به تیرهای چراغ و موتور سمت راست آن به یک ژنراتور برق برخورد کرد و چند ثانیه قبل از برخورد به پنتاگون یک رد دود ایجاد شد. در فرایند بازیابی در پنتاگون، بقایای هر پنج هواپیماربای پرواز ۷۷ از طریق فرایند حذف، به دلیل عدم تطابق با هیچ نمونه دی‌ان‌ای از قربانیان، شناسایی و در اختیار اف‌بی‌آی قرار گرفتند.